# Triplemanía X
Triplemanía X fue la edición número 10 de Triplemanía, evento de pago por visión de lucha libre profesional producido por la empresa mexicana Asistencia Asesoría y Administración. El evento se realizó el 5 de julio de 2002 desde el Centro de Convenciones en Ciudad Madero, Tamaulipas.
Esta edición fue la segunda en ser realizada en el Centro de Convenciones de Ciudad Madero, Tamaulipas, tras el Triplemanía VII.

## Resultados
- Team Tirantes Sangre Chicana (con Tirantes) perdió frente a Team Pepe Tropicasas' Heavy Metal (con Pepe Tropicasas), Team Piero May Flower's (con Piero), Team Copetes Salazar Electroshock (con Capetes Salazar), Team Fresero El Brazo (con el Fresero]] y al Team Hijo del Tirantes Oriental (con el hijo del Tirantes); en un Elimination Match de apuestas Cabellera vs Cabellera.
  - May Flower's rindió al Oriental con una "Palanca", haciendo que el Piero salvara su cabellera.
  - El Brazo rindió a Heavy Metal, salvando la cabellera del Fresero.
  - Electroshock rindió a Sangre Chicana, haciendo que el Copetes Salazar salvara su cabellera.
  - Heavy Metal rindió al Oriental, salvando la cabellera de Pepe Tropicasas.
  - El Tirantes convence a Sangre Chicana a que se deje vencer por el Oriental para que su hijo no pierda la cabellera y él si.
  - Como consecuencia de esto El Tirantes se rapó.
- Los Diabólicos Angel Moral, Gallego, Mr Condor y EL Apache derrotaron a Los Viper's Maniaco, Psicosis, Histeria y El Mosco de la Merced; en una Extreme Rules Match con Elimination Match (individual) de apuesta caerá una Máscara o una Cabellera.
  - Histeria cubrió a Mr. Condor con una "Hurracarana", salvando su Máscara.
  - El Apache cubrió al Mosco de la Merced con un Power Bomb, salvando su Cabellera.
  - El Mosco de la Merced le aplicó un "foul" al Gallego, por lo cual el Mosco de la Merced fue descalificado y el Gallego salvo su Cabellera.
  - Psicosis cubrió al Angel Mortal después de dejarlo caer desde la tercera cuerda, Psicosis salvo su Máscara.
  - El Mosco de la Merced rindió a Mr. Condor aplicándole una "Palanca", así salvando su Máscara.
  - Maniaco le hizo un "foul" a Angel Mortal, por lo cual lo descalificaron. Y el Angel Mortal salvo su Cabellera.
  - Mr. Condor actúa como si le hubieran aplicado un "foul", pero no fue así por lo cual descalificaron a Maniaco.
  - Como consecuencia Maniaco perdió su Máscara y Cabellera.
  - Después de la lucha los Viper´s y los Diabólicos siguieron luchando.
- La Parka, Latin Lover, Gronda y Alebrije (con cuije) derrotaron a El Cibernético, Abismo Negro, Leather Face y a Monster (con chucky) por vía de la descalificación.
  - La Black Family interviene en la lucha.
- Pentagon pierde frente a Octagon, Máscara Sagrada y Máscara Maligna, en una lucha denominada Póker de Ases de la Muerte (Elimination Match) de apuesta Máscara vs Máscara.
  - Máscara Maligna salva su Máscara cuando le aplica una cuenta de 3 a Octagon; después de aplicarle un "foul" con la cuerda.
  - Máscara Sagrada cubrió a Pentagon, salvando su Máscara.
  - Octagon rindió a Pentagon con una "Estaca", salvando su Máscara.
  - Como consecuencia Pentagon pierde su máscara revelando el nombre de "Ricardo Moreno Antonio", originario de Córdoba, Veracruz y con 15 años de luchador profesional.

## Comentaristas
- Arturo Rivera "El Rudo"
- Andrés Maroñas Escobar
- Jesús Zúñiga

- Datos: Q7843569